# Gonesse
Gonesse é uma comuna francesa situada no departamento de Val-d'Oise na região da Ilha de França.
Os habitantes são chamados de Gonessiens.

## Transportes
A cidade é servida pelo RER D (Estação de Villiers-le-Bel - Gonesse - Arnouville) também por ônibus, linha de ônibus RATP 152 e 250. Pelas linhas 11, 11.5 e 95.02 da rede Kéolis, e pela rede Trans Val d'Oise composta pelas linhas 22, 23, 24, 24 sco, 25, 36, 37 e mais recentemente pela linha 20 que liga a estação de Villiers-le-Bel - Gonesse - Arnouville e a do Parc des Expositions em Villepinte.

## Toponímia
Gaunissa em 832, Gonesa em 1110, Gonessa em 1226.

## História

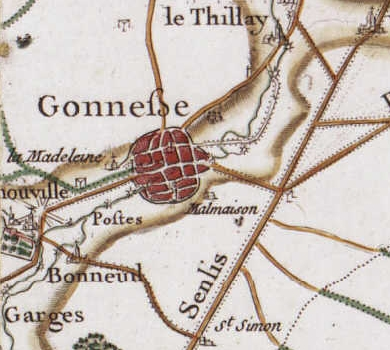
Gonesse em 1780 (Carta de Cassini).

Antes mesmo que Gonesse aparecesse, em 832, sob o nome de Gaunissa, já havia um assentamento humano nesses locais em tempos pré-históricos, como evidenciado pelos inúmeros achados incidentais ou aos resultados de escavações arqueológicas. As descobertas feitas em tais ocasiões, para atestar a presença contínua de um habitat através do Neolítico, a idade do ferro, a época galo-romana e a Idade Média, até os nossos dias.
Gonesse foi reunida ao domínio da coroa por Hugo Capeto.
Muitas plumas dizem que aí nasceu Filipe Augusto, rei de França, em 21 de agosto de 1165, outras dizem que ele nasceu em Melun, ou na Abadia de Jard próximo de Melun.
Um Hôtel-Dieu fundado em 1208, por Pierre de Theillay, atesta o importante lugar ocupado pela então Gonesse na região. Restam apenas vestígios.
São Luís conquistou os habitantes de Gonesse.
A igreja remonta ao século XIII.
Do século XI ao século XIV, Gonesse tornou-se conhecida por sua lã, chamada gaunace, cuja produção se deve muito ao Crould e aos seus moinhos, moinhos folha, instalado sobre o curso do riacho. No século XIII, houve um grande comércio de roupa e se esconde.
Em 1358, Carlos o Mau, rei de Navarra, acampou em Gonesse, os Ingleses chegaram no mesmo ano e aí passaram o mês de setembro.
A partir do século XIII, a farinha e os pães de Gonesse foram muito procurados. Do século XV ao século XVII, a vila esculpia uma sólida reputação pela qualidade de seu pão feito com o trigo do território, o pain mollet de Gonesse, que também era conhecido sob o nome de pain de chapitre, assim chamado pelo fato de que o padeiro do capítulo da Catedral de Notre-Dame em Paris teria sido o primeiro ao fabricar. Alguns corpos de edifícios como La Malmaison e Coulanges, mas também os pombais de Coulanges, de Garlande e de Orgemont, ainda testemunham este passado agrícola e industrial da cidade.

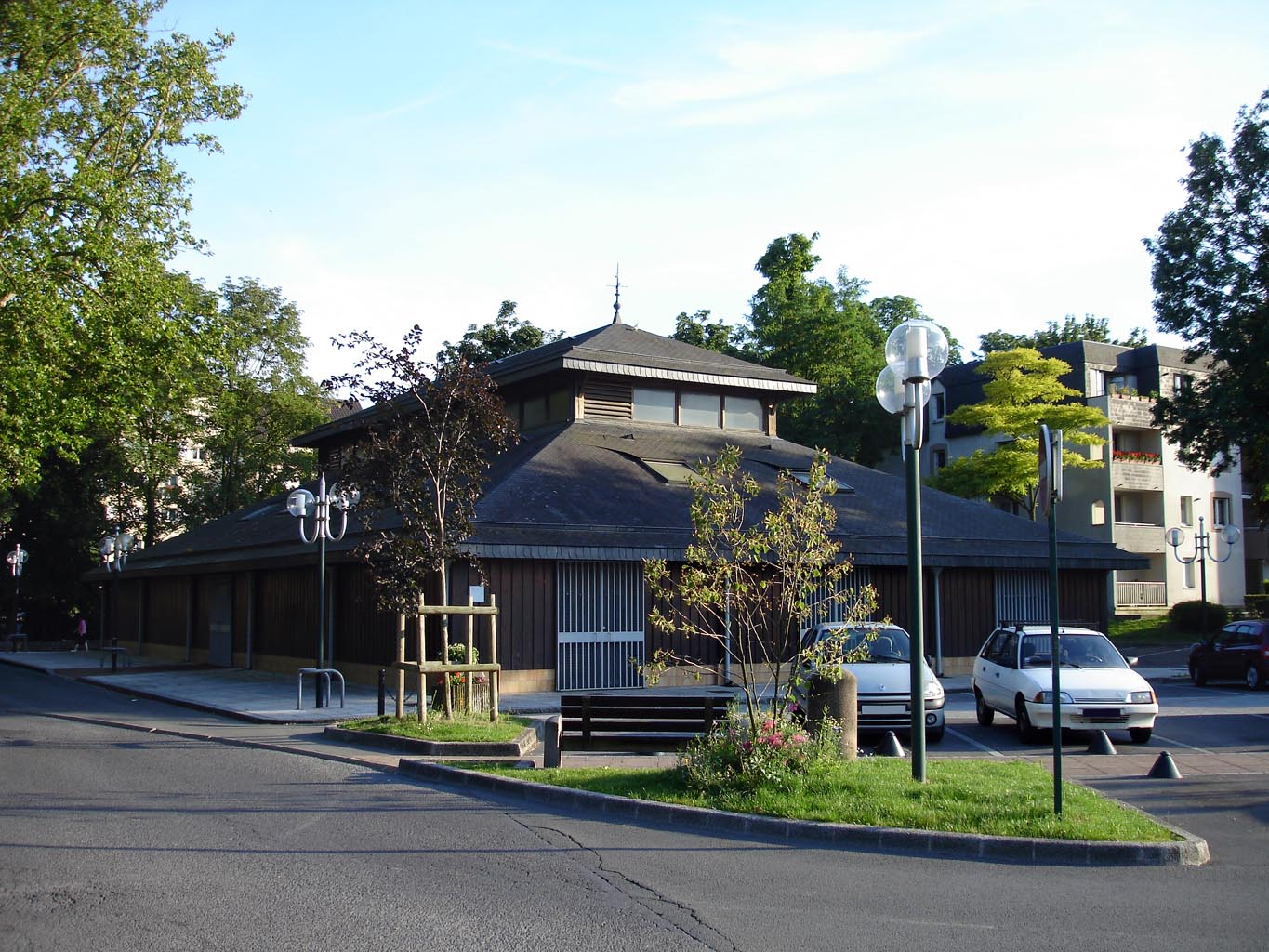
O mercado coberto.

Fortificada no século XIV, a vila viu passar Joana d'Arc, em 1429. A heroína nacional teria levantado o pé do chão para saciar a sua sede na fonte Dame-Jeanne, hoje desaparecida, que se localizava no caminho que conduz à Patte-d'Oie. Outro feito legendário, não conclusivamente provado.
Sob Luís XI, em 1465, os Borguinhões tomaram e arrasaram tudo o que pertencia ao rei.
Depois de ter falhado em sua segunda tentativa contra Paris, Henrique IV se retirou para Gonesse.
Durante os distúrbios da Fronda, o príncipe de Condé aí se pousou.
Fora da igreja Saint-Pierre-Saint-Paul, datando dos séculos XII e século XIII, havia em Gonesse uma outra paróquia e sua igreja, na margem esquerda do Crould, Saint-Nicolas. Datando do século XIV, esta igreja foi demolida na Revolução. Dos olhos perspicazes ainda se pode encontrar vestígios deste edifício reutilizado nas paredes de algumas casas do bairro. Por ocasião da construção, na década de 1970, uma casa no alto da rua de Savigny, a escavação das fundações tinha descoberto tumbas do cemitério estabelecida perto da igreja Saint-Nicolas.
É em Gonesse que, em 27 de agosto de 1783, o primeiro balão de gás da história, construído por Jacques Charles, aterrissou depois de um voo de 16 quilômetros.
Ela foi a sede do distrito de 1790 a 1795.
Em 1815, o Marechal Grouchy chegou em Gonesse na cabeça de 40 000 h e 120 peças de artilharia; mas Napoleão tinha abdicado, e, em 2 de julho, o duque de Wellington estabeleceu seu quartel-general, tratou a rendição de Paris, e, em 5 de julho, se retirou para Neuilly-sur-Seine.
Durante o cerco de Paris em 1870, o quartel-general da Guarda prussiana foi instalado em Gonesse.
Mais recentemente, em 25 de julho de 2000, em Gonesse, entrou com estrondo numa outra rubrica das histórias das catástrofes aéreas, pela queda do Concorde em seu território, apenas a algumas centenas de metros das casas, esmagando no entanto um hotel, que resultou na morte, com os passageiros e tripulantes do avião, de algumas das pessoas no solo.

## Geminação
A comuna é geminada com Leonessa na Itália.

## Cultura e patrimônio

### Lugares e monumentos

#### Monumentos Históricos

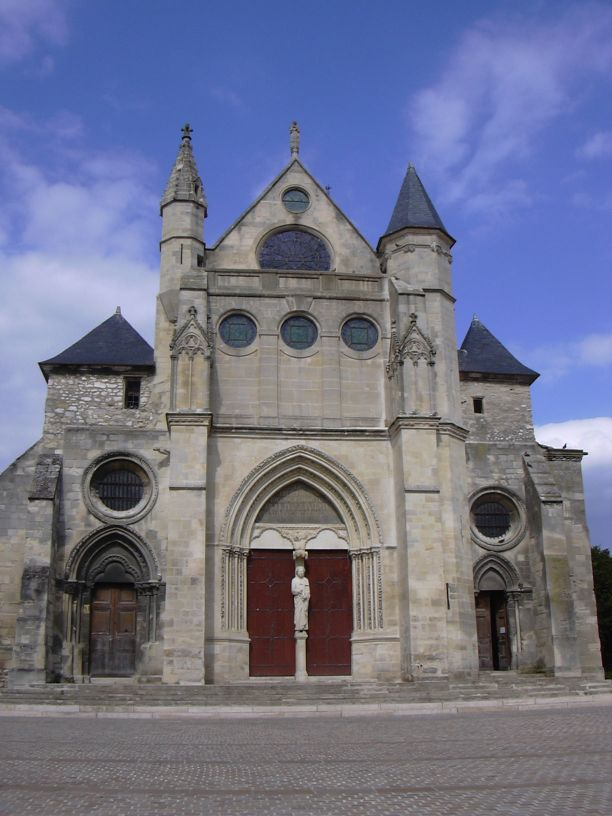
A igreja Saint-Pierre-Saint-Paul, fachada oeste, rue du Général Leclerc.
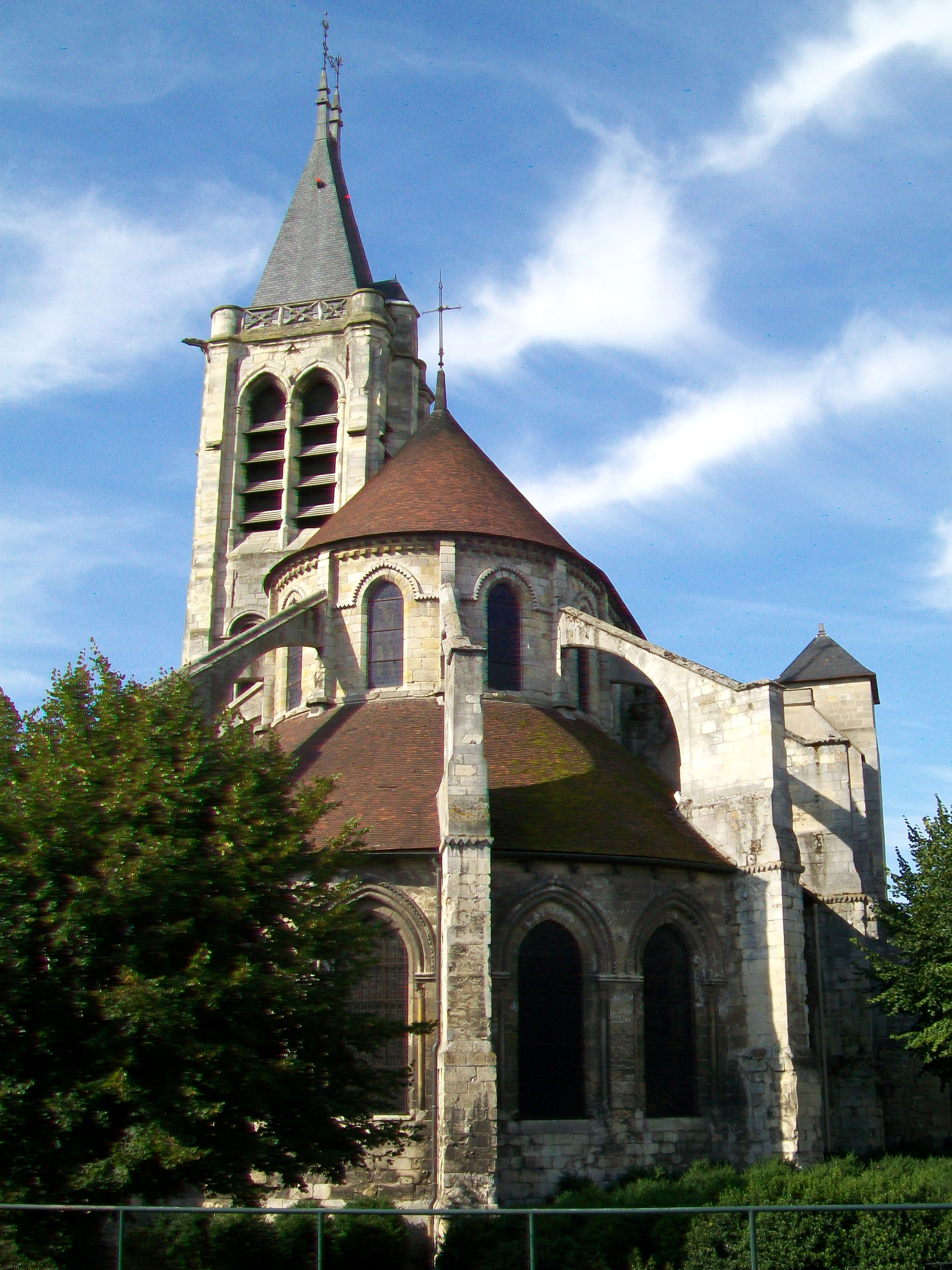
A fachada leste e o coro na rue du Hôtel-Dieu.
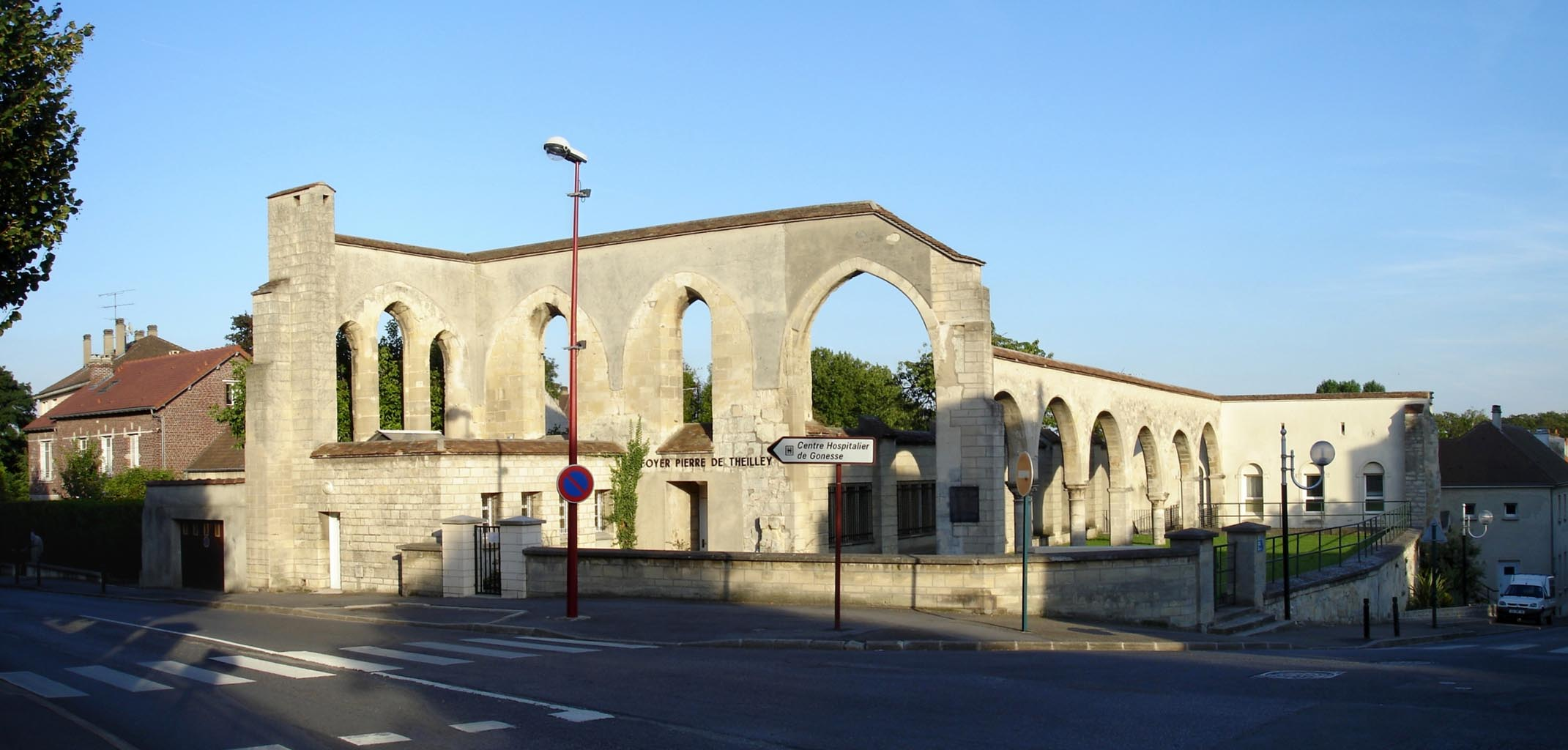
As ruínas do Hôtel-Dieu de início do século XIII, na rue de Bernard-Février.
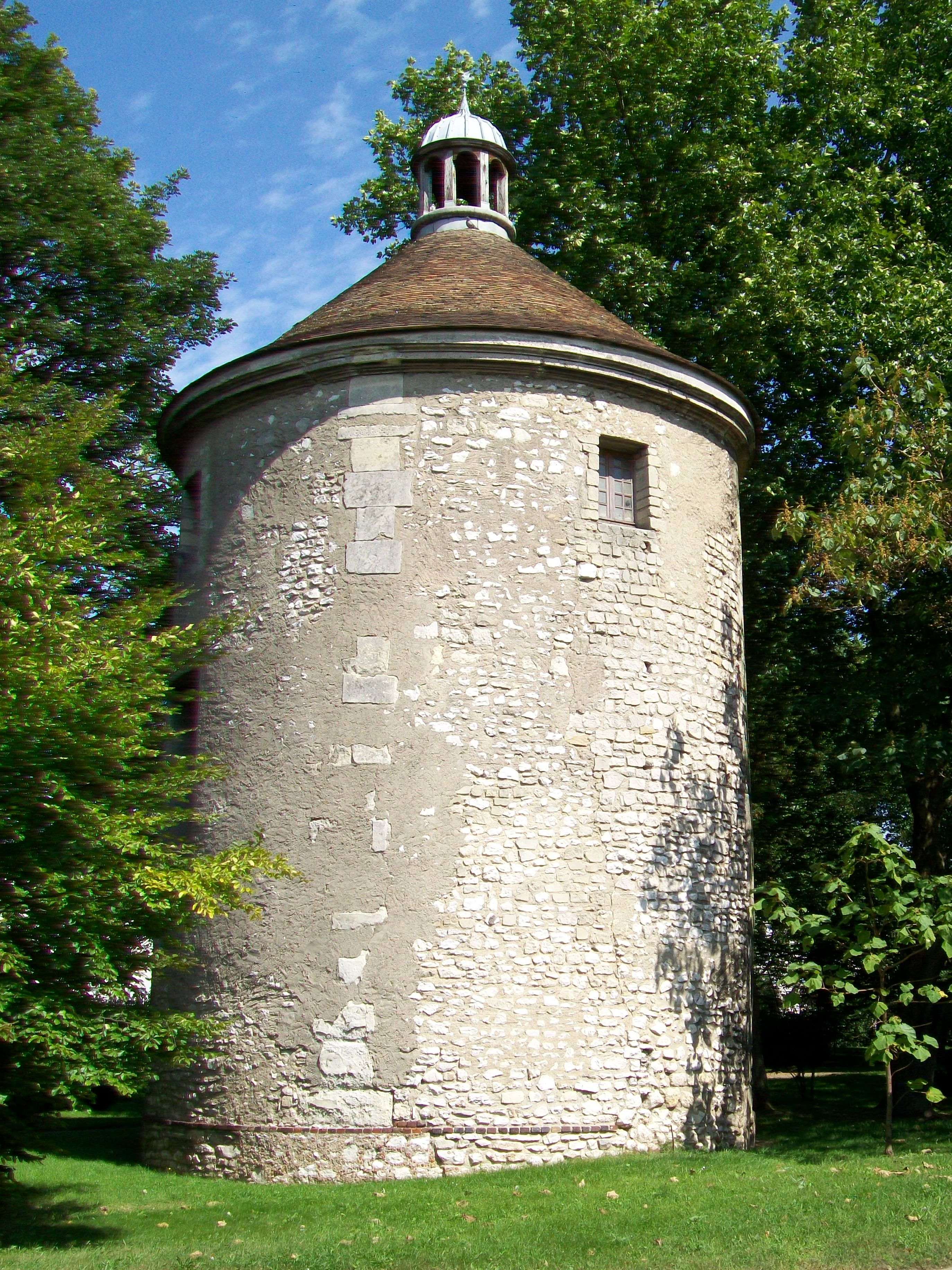
O colombier d'Orgemont, 1 rue de Paris, provavelmente, do século XVIII.
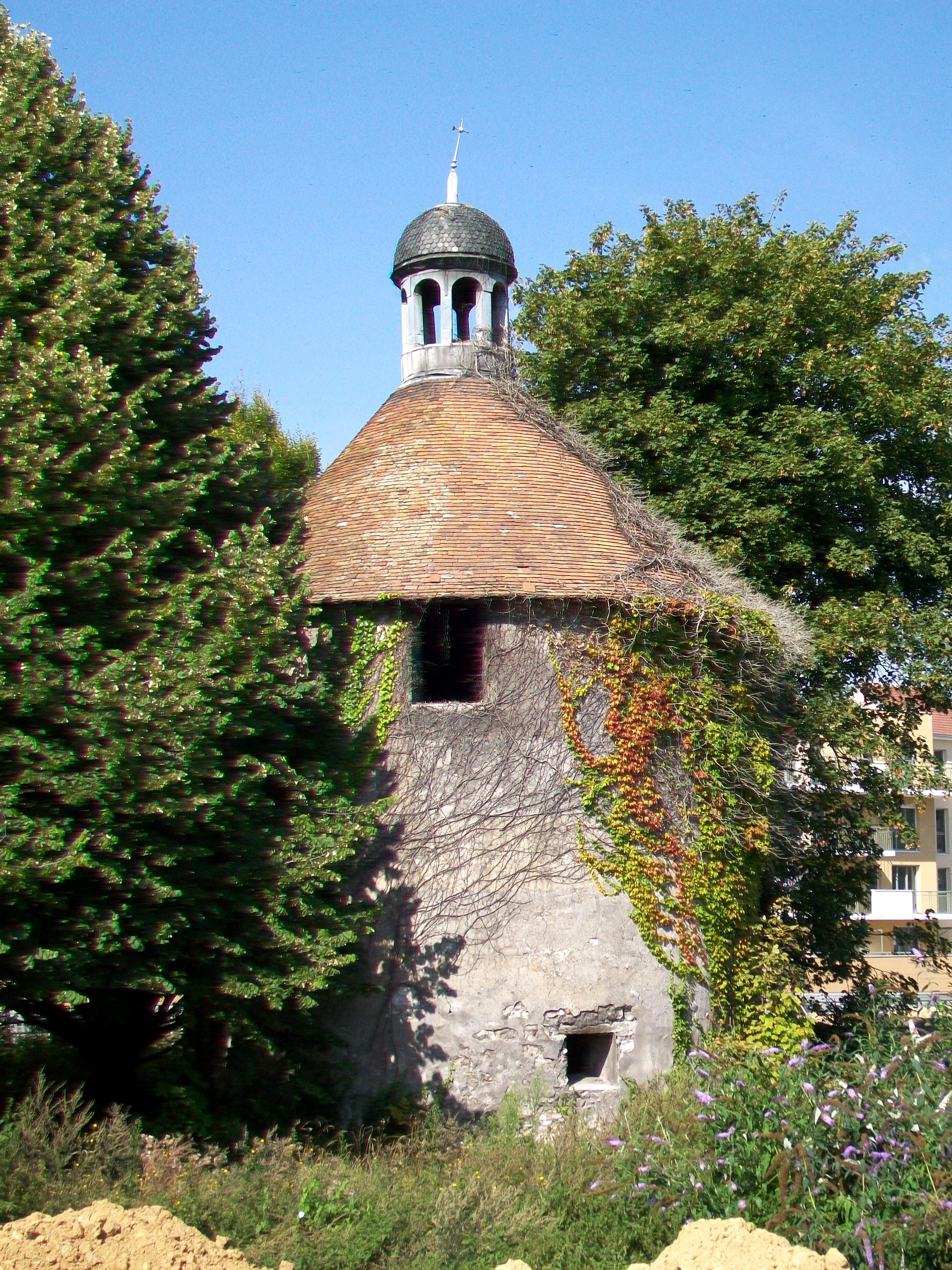
O colombier de Garlande da antiga fazenda de Miville, 1 rue de Chauvart.

Gonesse tem quatro monumentos históricos em seu território.
- Igreja Saint-Pierre-Saint-Paul (classificada monumento histórico na lista de 1862[6])
- Ruinas do antigo Hôtel-dieu (inscritas monumento histórico em 23 de julho de 1937[7])
- Colombier d'Orgemont (inscrita monumento histórico em 22 de fevereiro de 1973[8])
- Colombier de Garlande (inscrita monumento histórico em 28 de abril de 1980[9])

#### Outros elementos do patrimônio

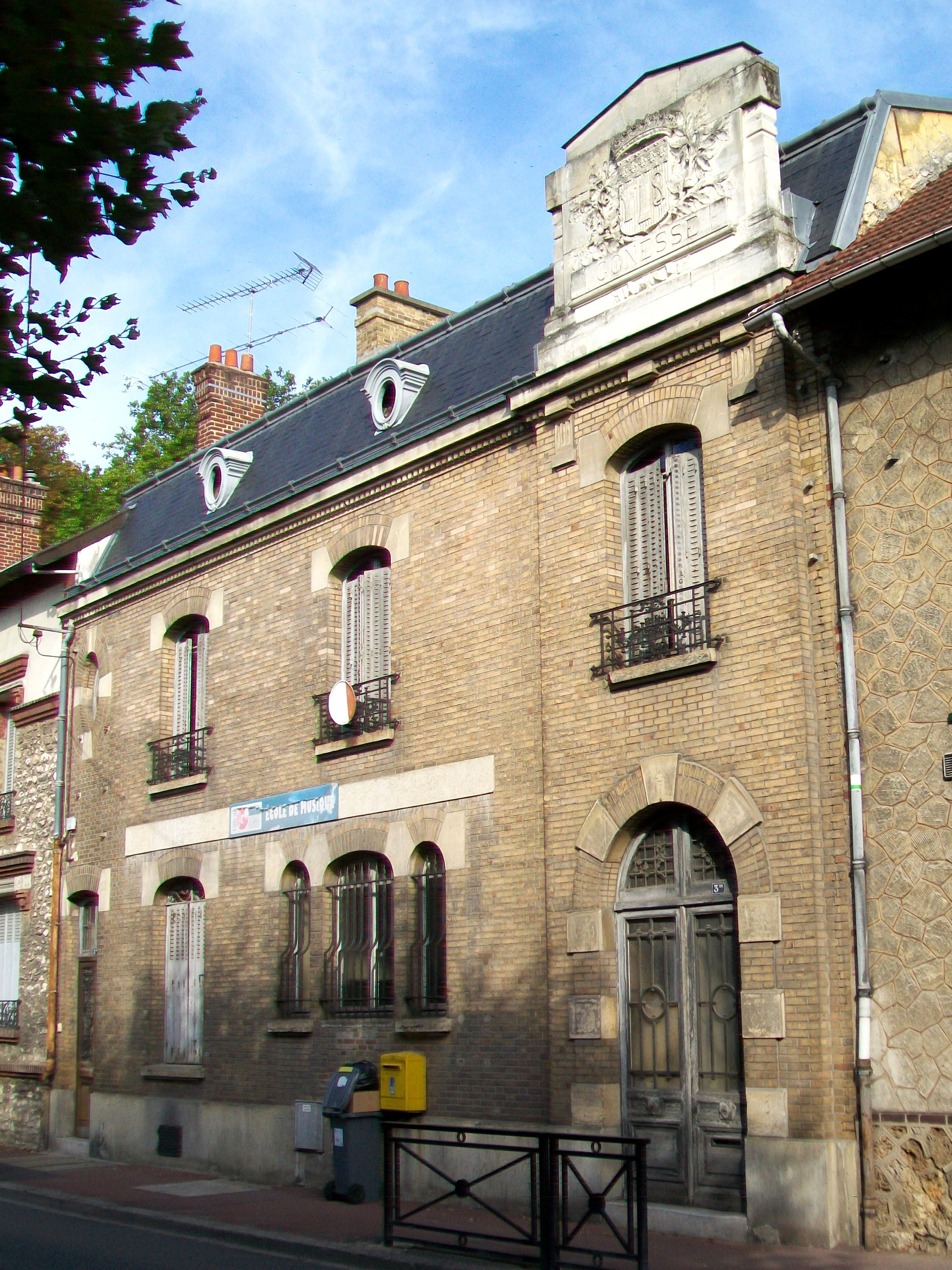
A ancienne poste, 1913-1914, em seguida, da escola de música, 3 bis rue de Paris.
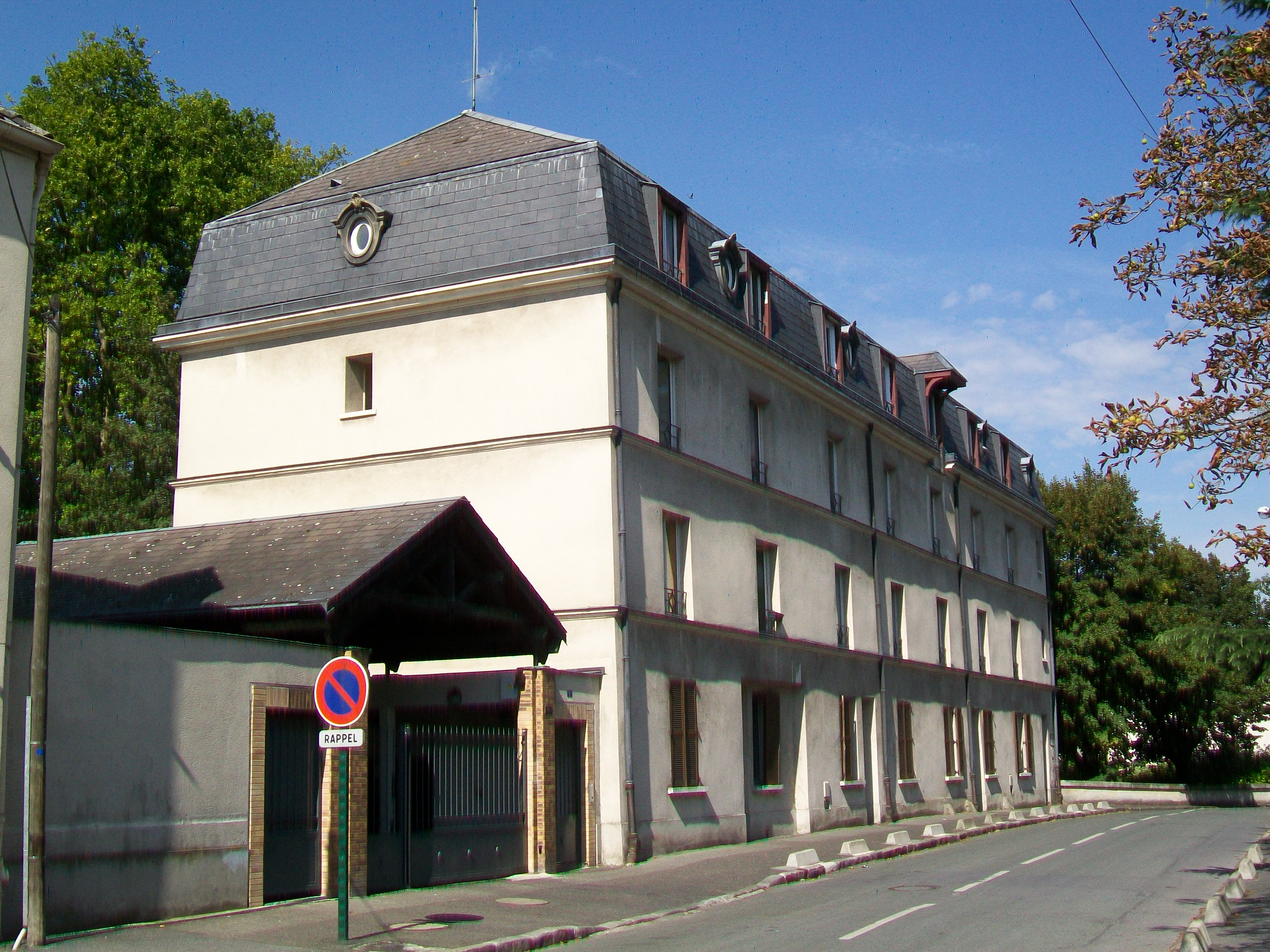
O velho moinho da Cidade no Croult, 6, rue Saint-Nicolas.
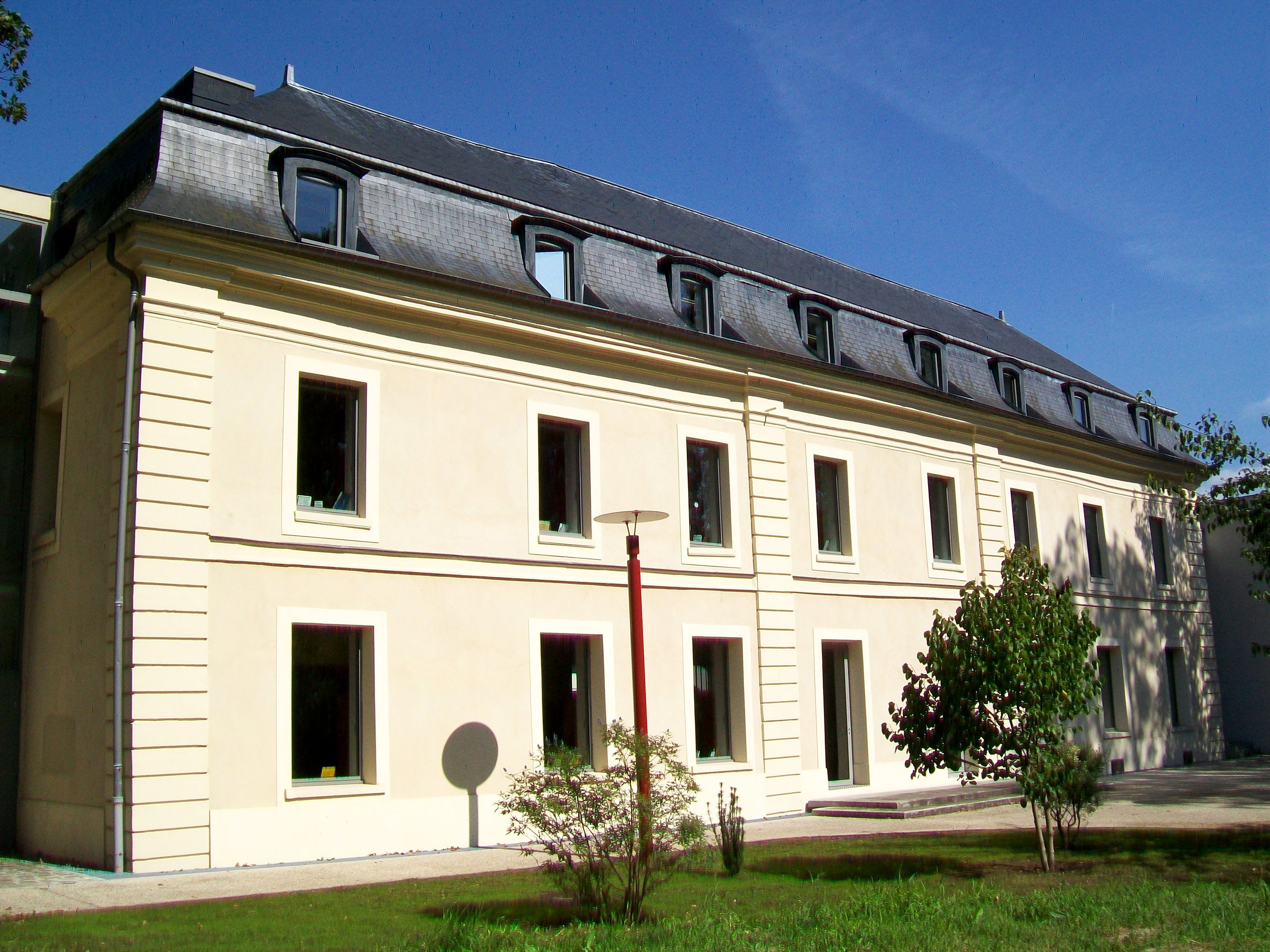
A antiga casa senhorial da ferme de Coulanges, atual biblioteca, 24 rue de Paris.
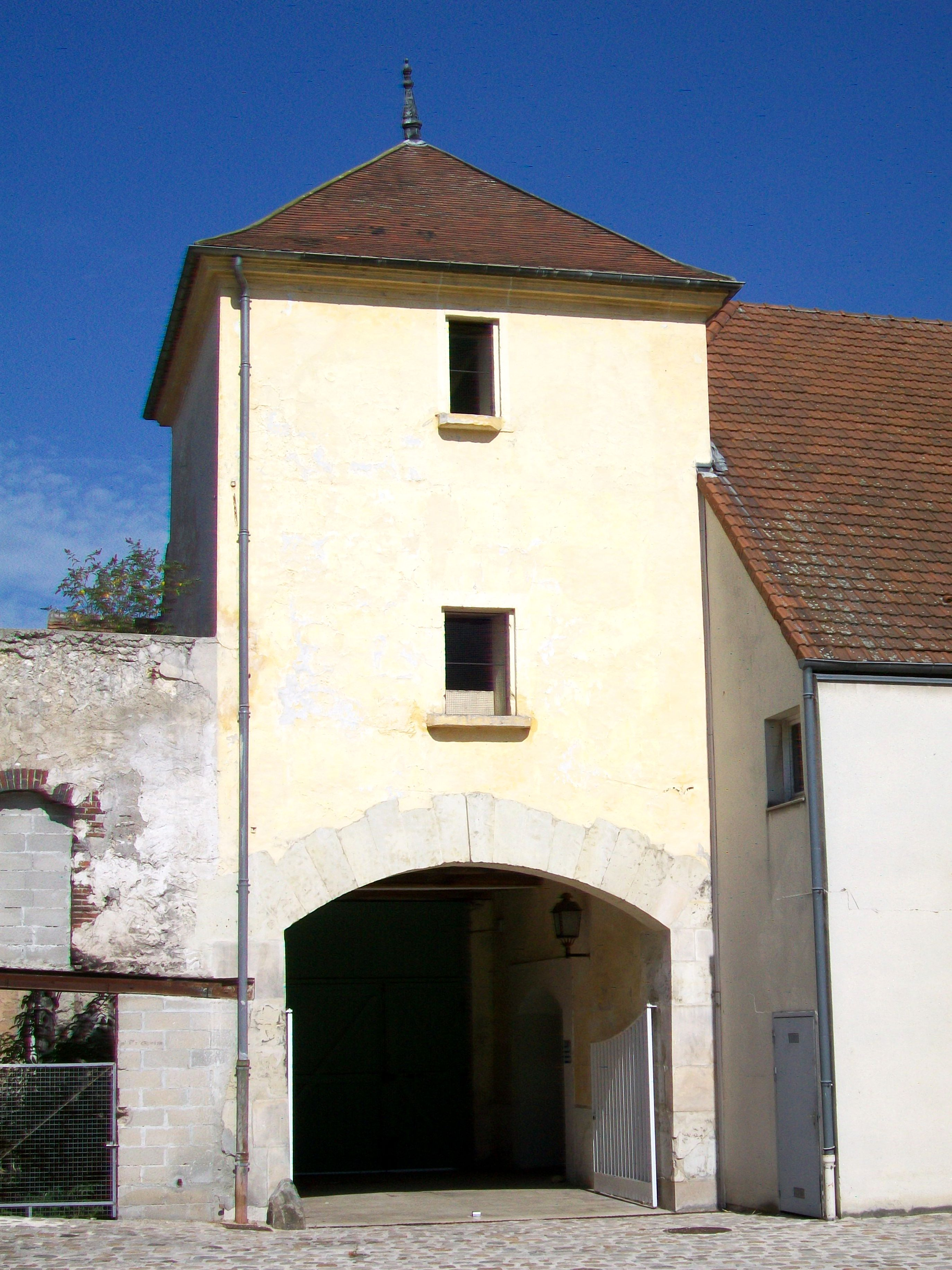
O pigeonnier, o pórtico da antiga casa da fazenda de Coulanges, 24 rue de Paris.
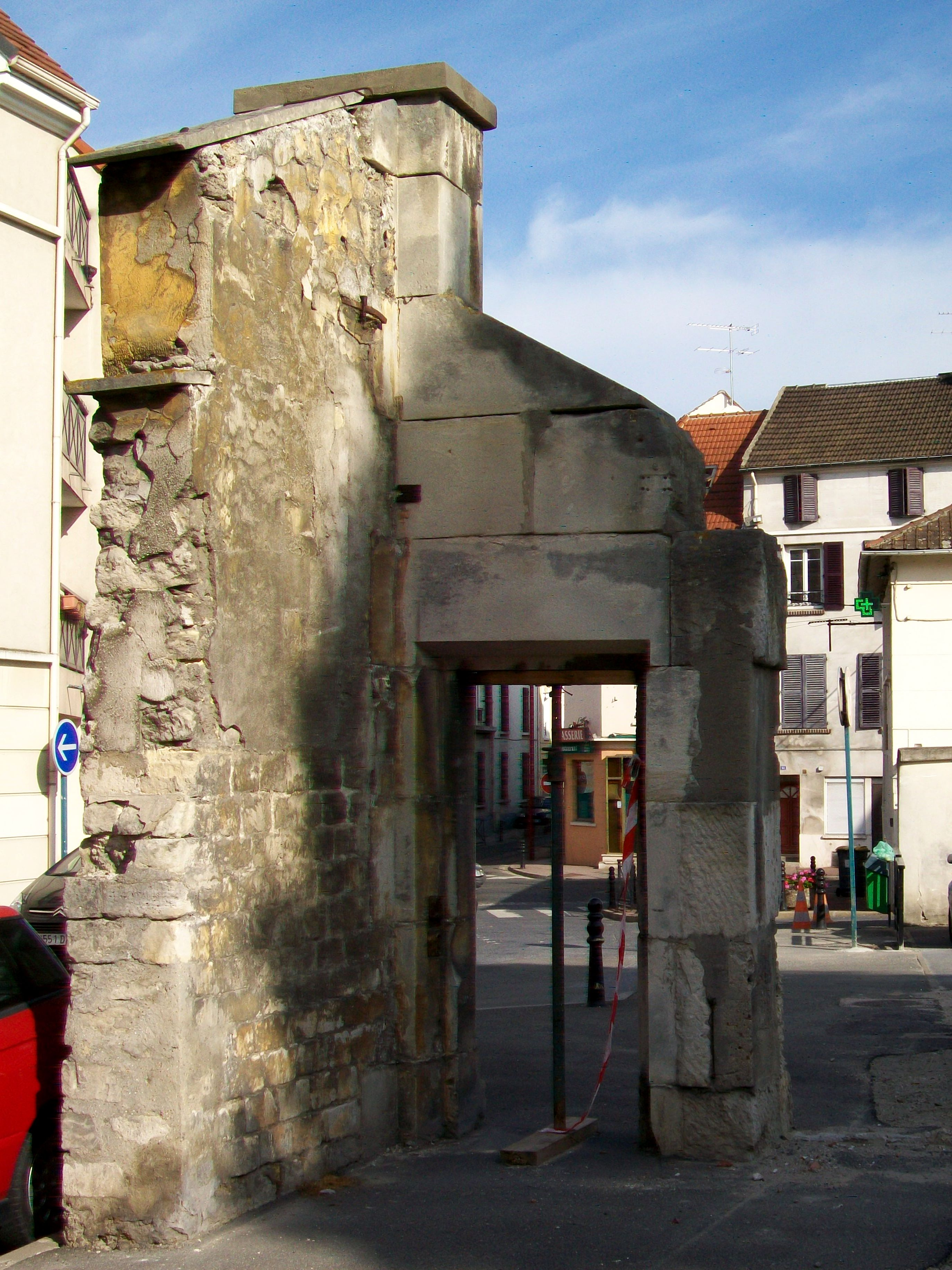
A porta da fazenda Saint-Christophe, onde Modest Camille Debue foi executado, em 1940.

- A ancienne poste
- O antigo moinho da Cidade
- A mansão e o colombier-porche da antiga fazenda de Coulanges
- A porta da antiga fazenda Saint-Christophe

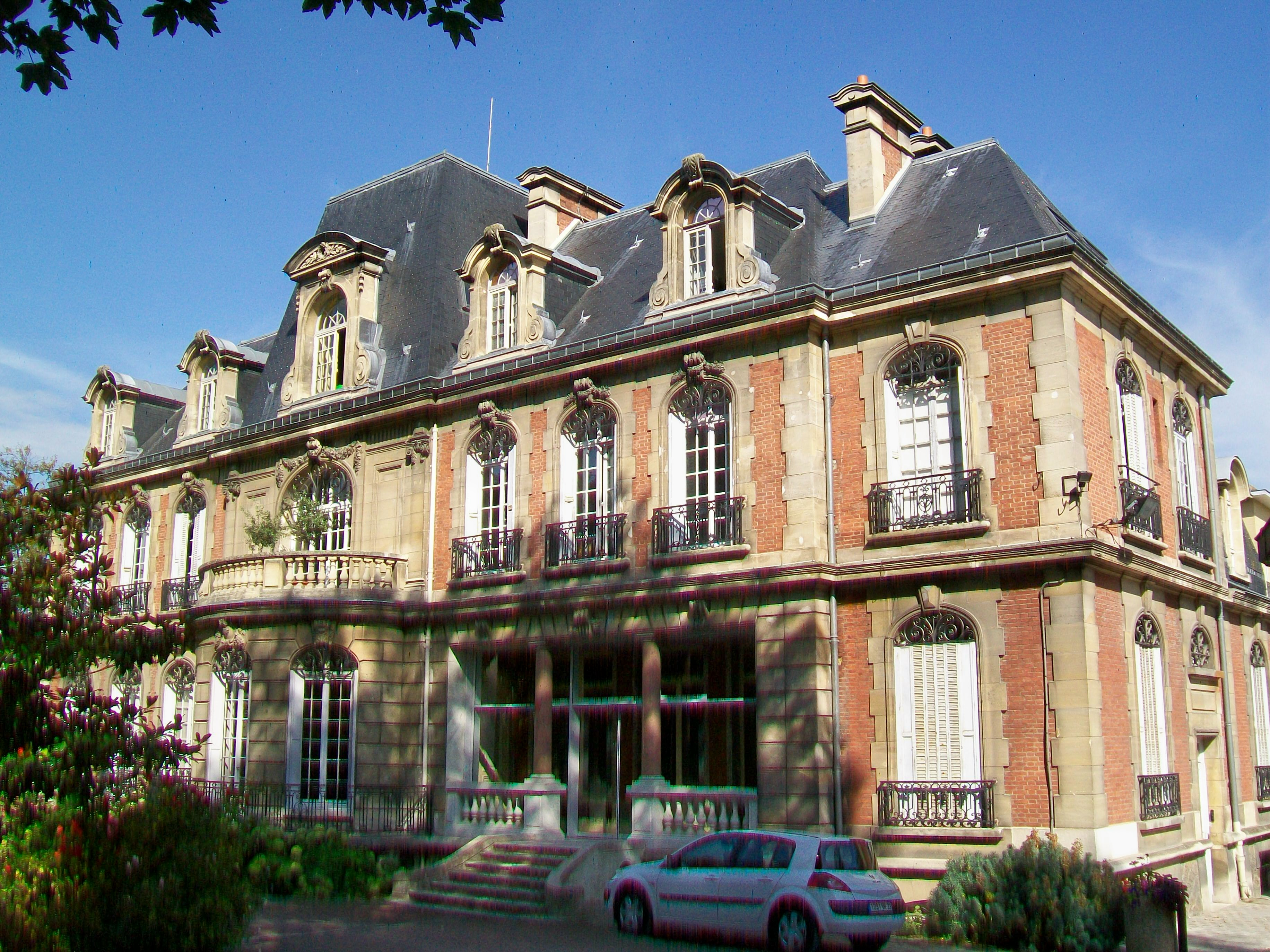
Prefeitura, 64, rue de Paris ; fachada sul do parque.
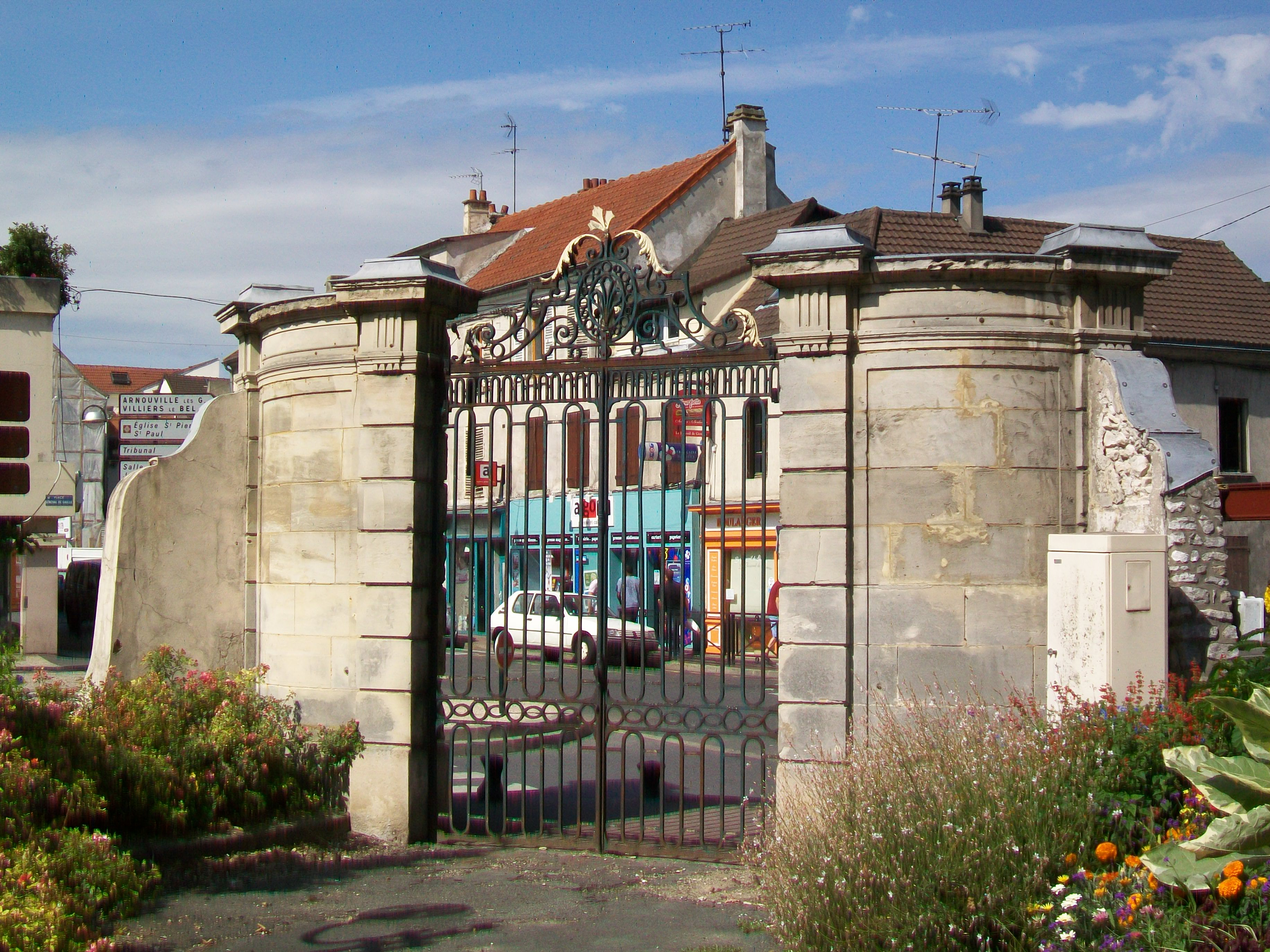
O portão do parc du Hotel-de-Ville, a leste, rue de Paris.
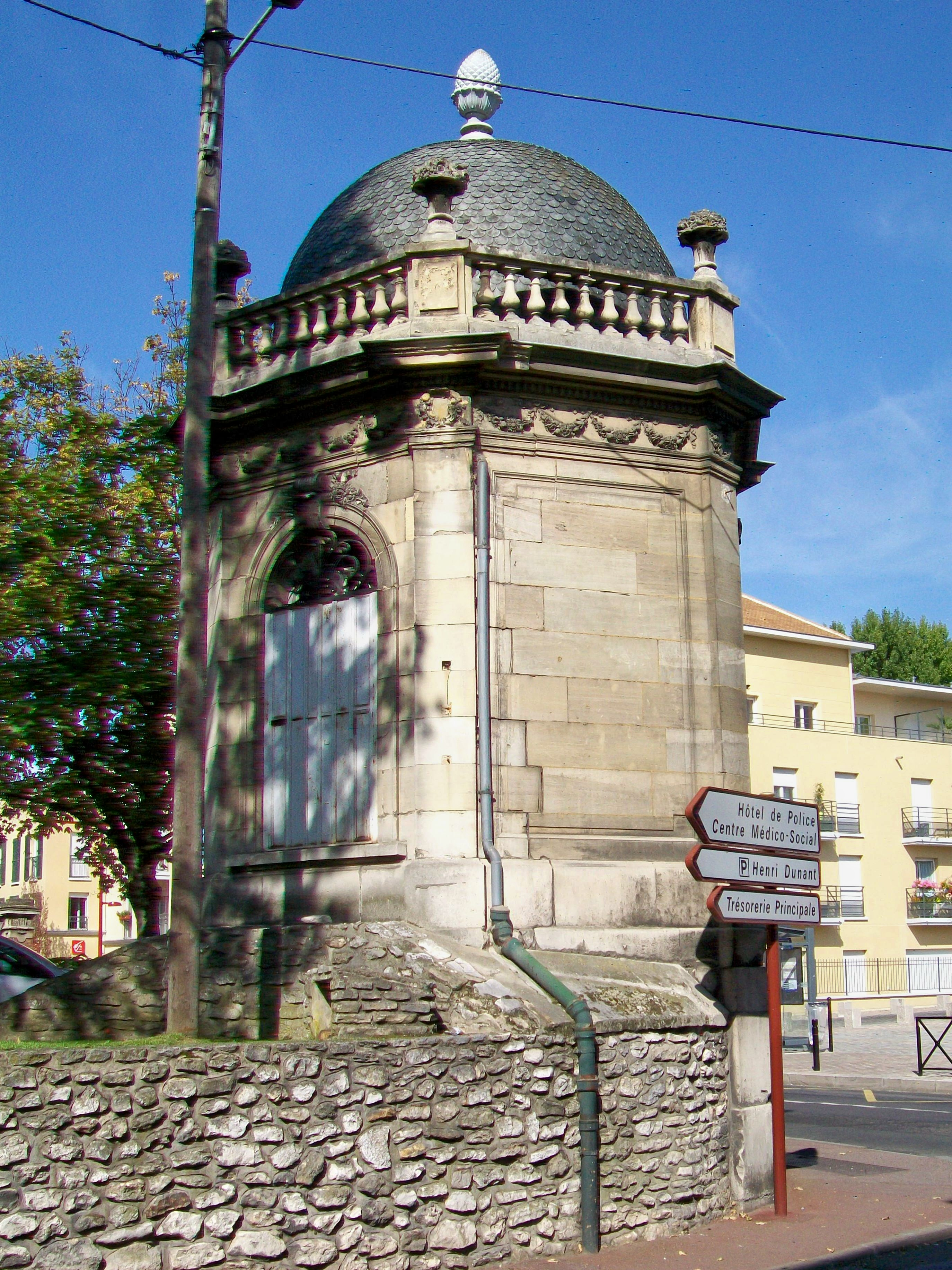
O gazebo da prefeitura, na esquina das ruas de Paris e Furmaneck.
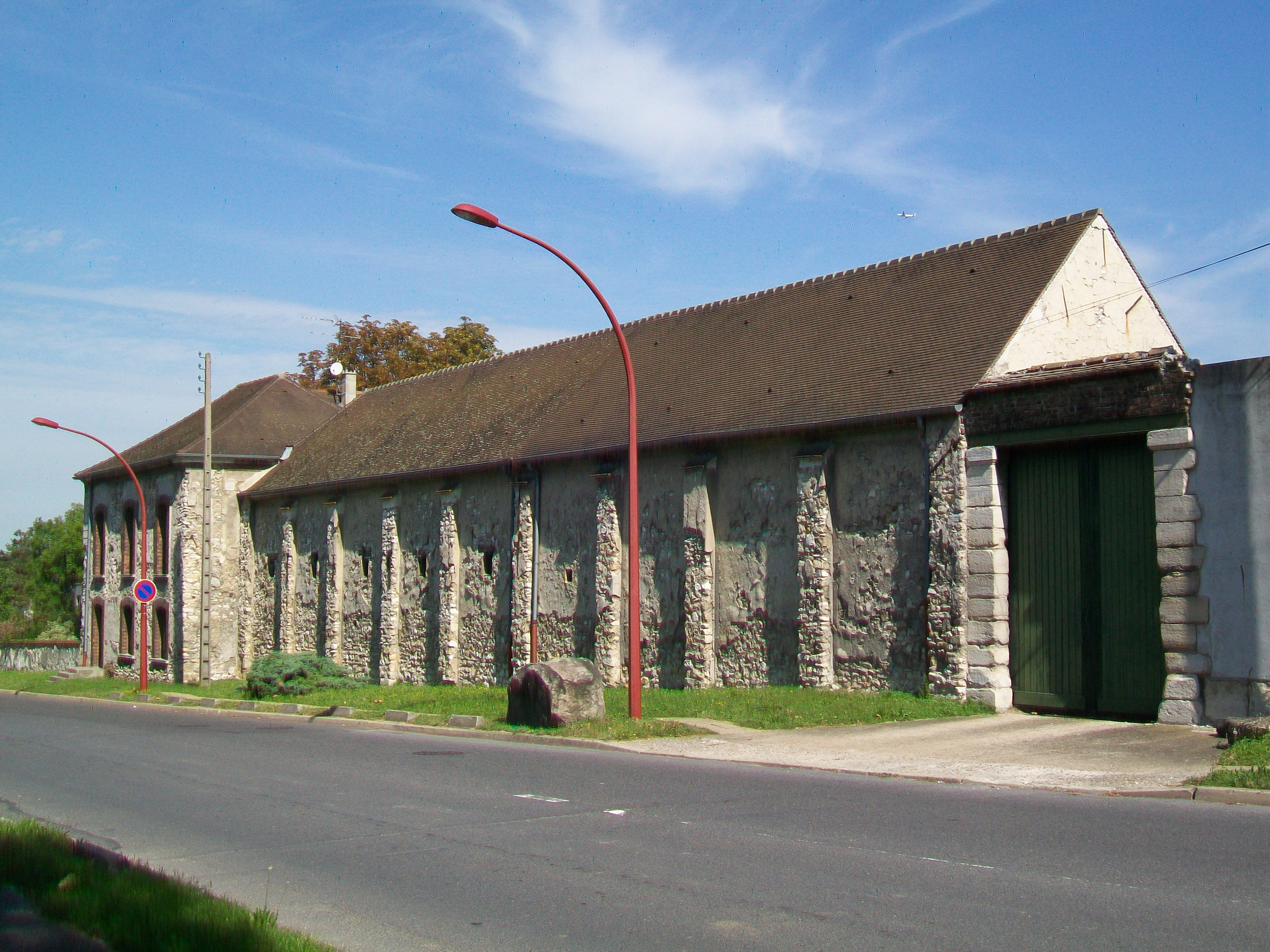
Celeiro da fazenda de Malmaison, 13 rue de la Malmaison.
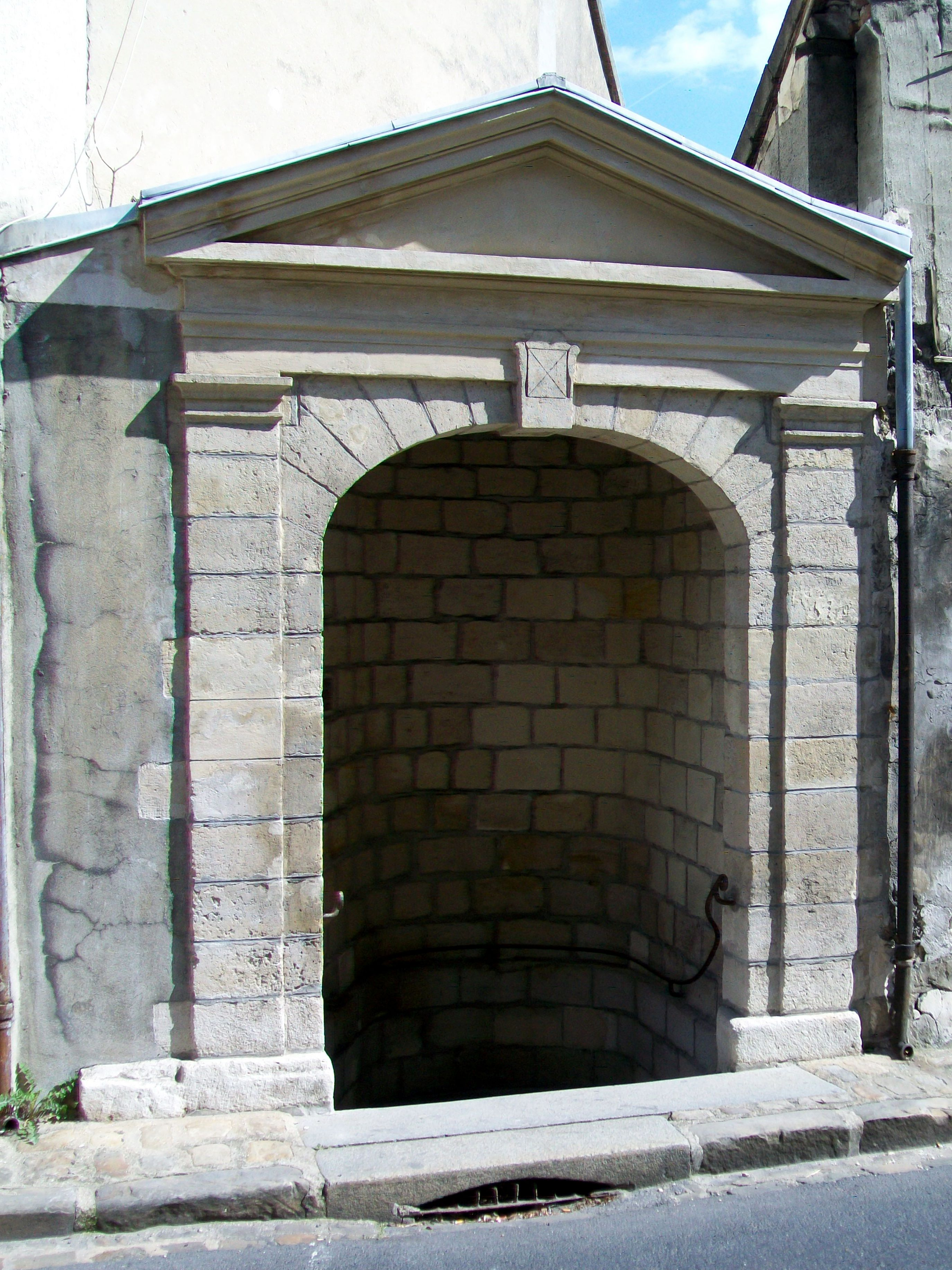
A fontaine Saint-Pierre, place du 8-Mai-1945 / rue de la Fontaine-Saint-Pierre.

- O Hôtel de ville dito château Frappart
- A antiga ferme de la Malmaison
- A fontaine Saint-Pierre[10]

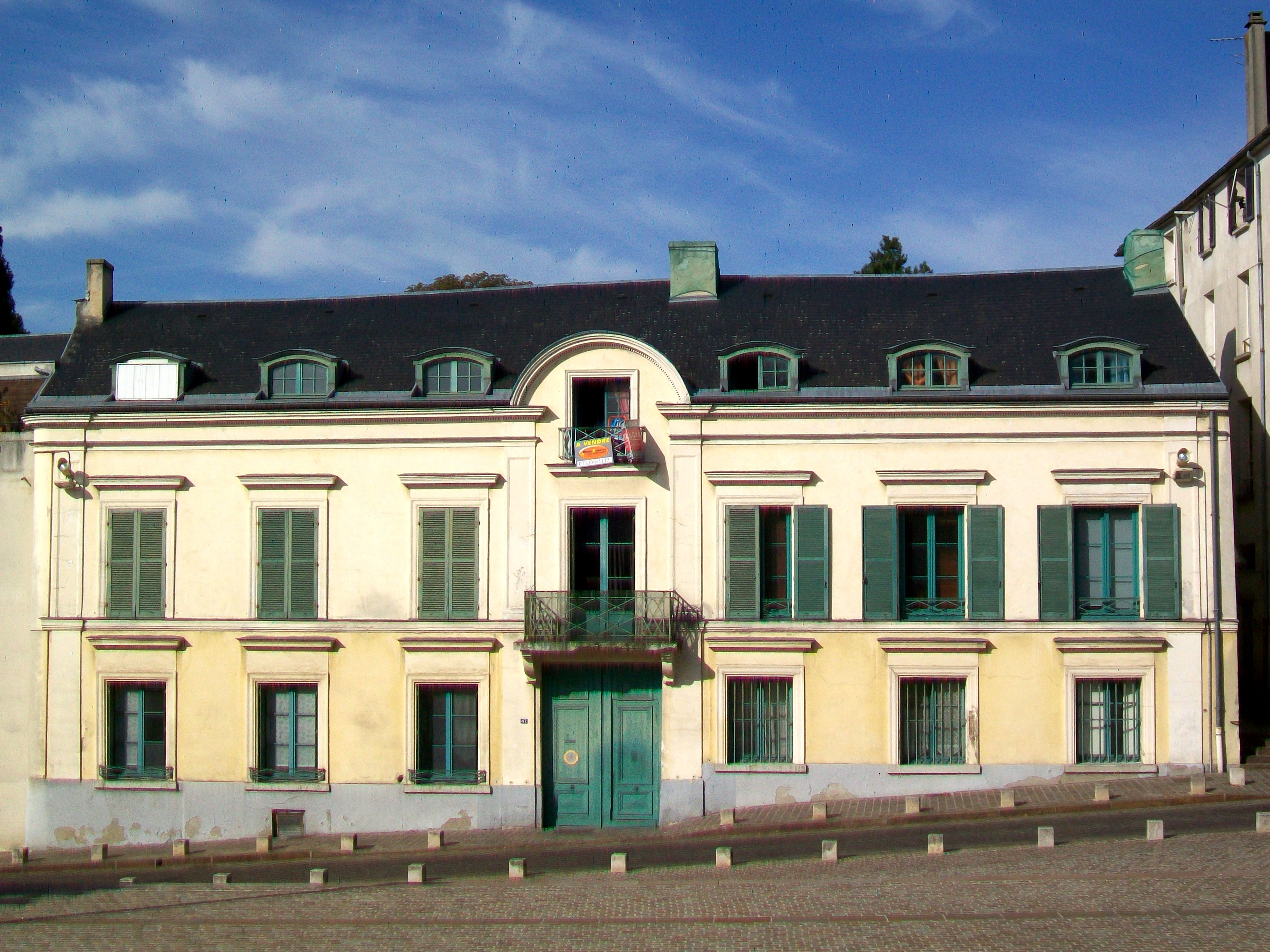
Antiga casa de um tabelião, 47, rue du General Leclerc, voltada para a porta da igreja.
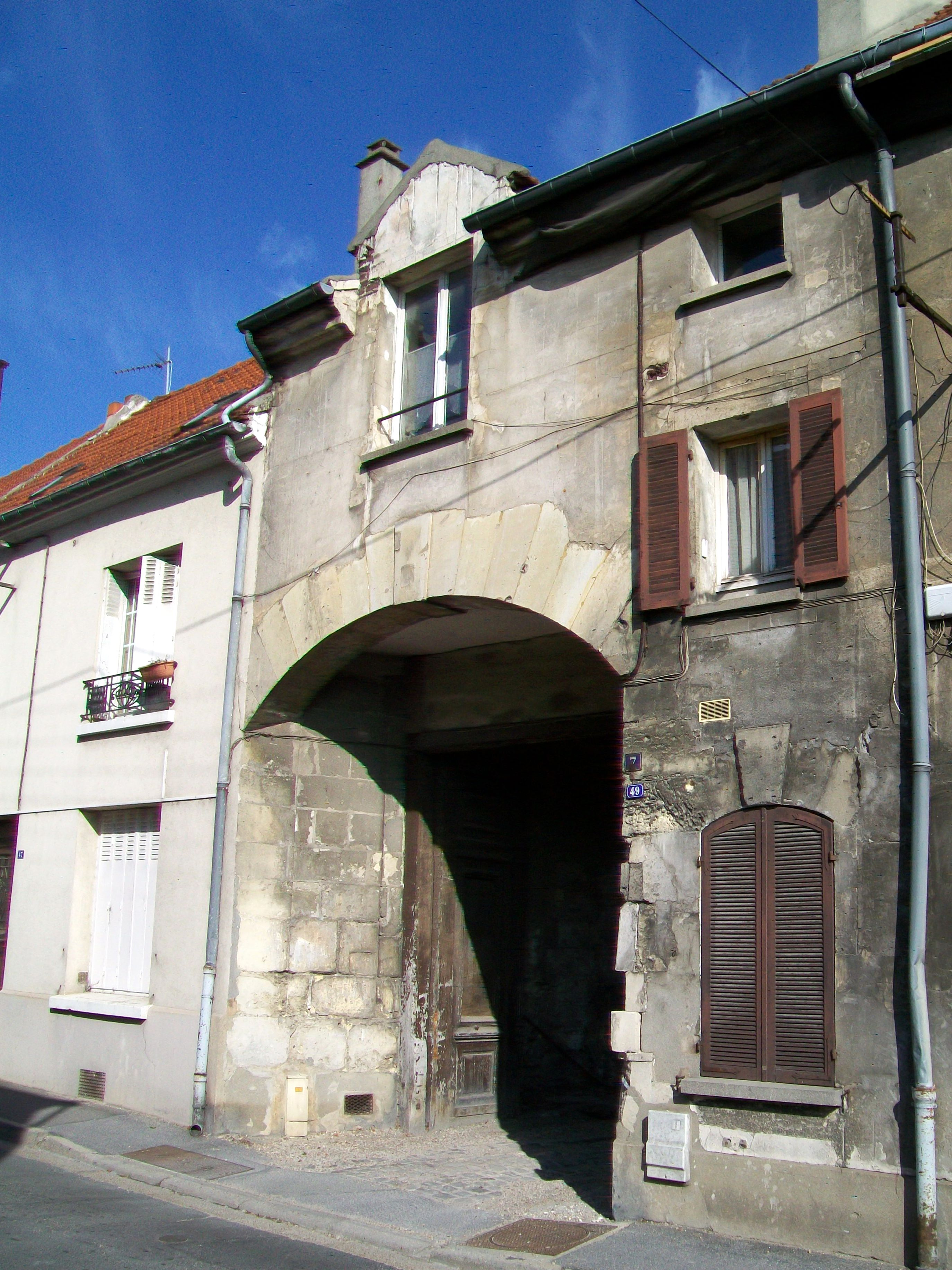
O portal da antiga fazenda, a rue Claret, em estilo Luís XVI.
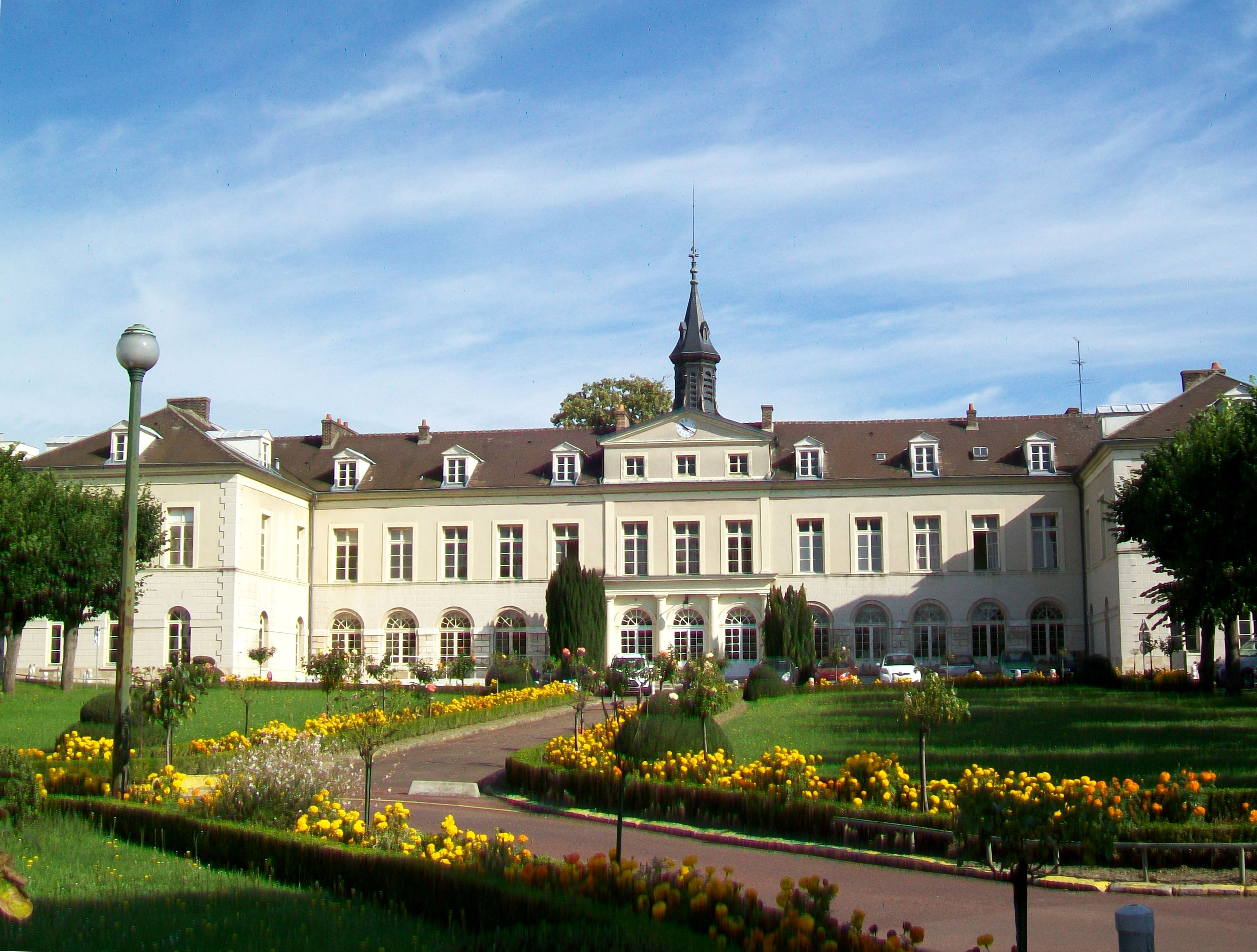
O Hôtel-Dieu, o velho edifício do hospital geral de Gonesse.
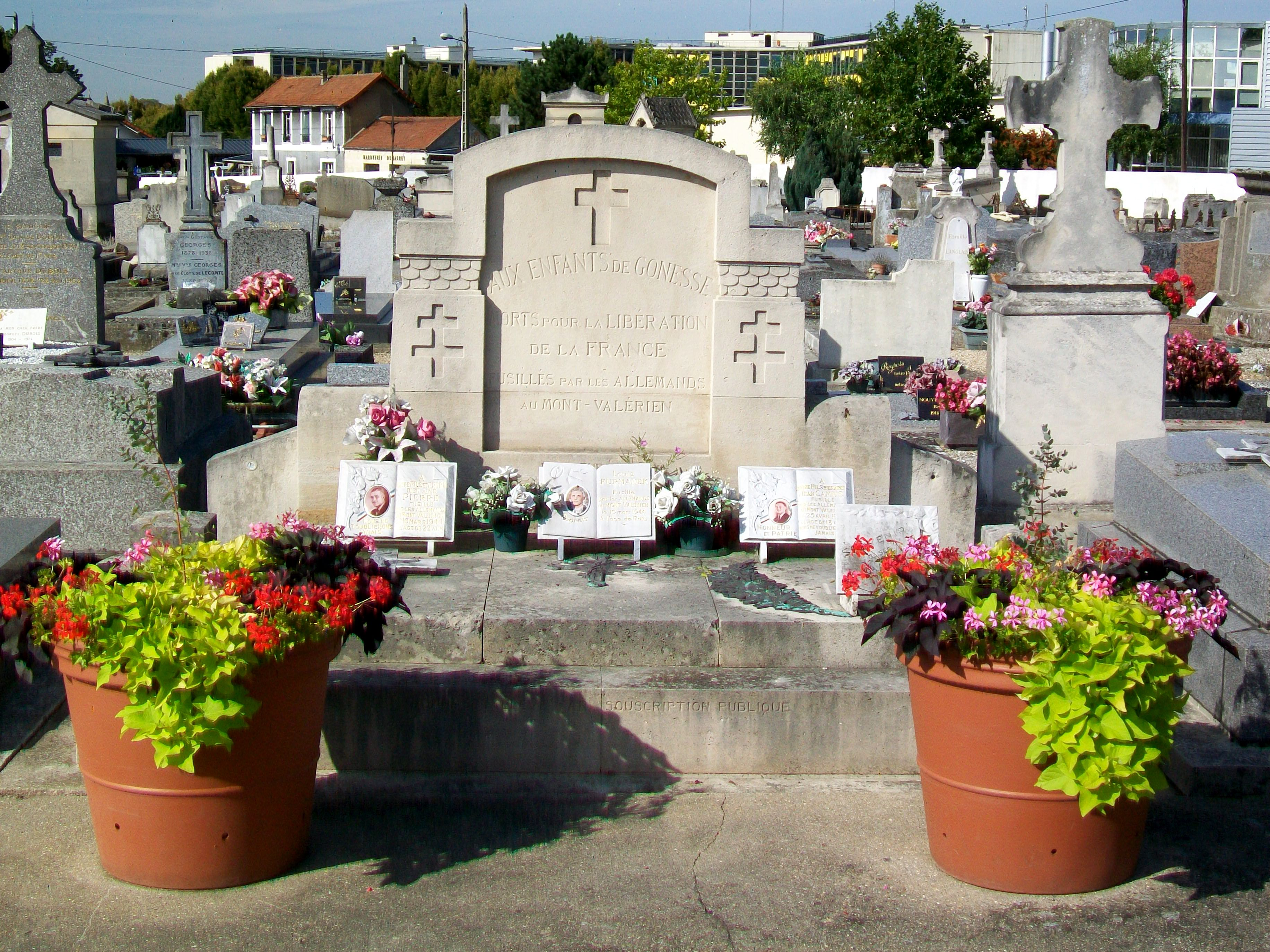
Monumento aos filhos de Gonesse mortos pela libertação da França.
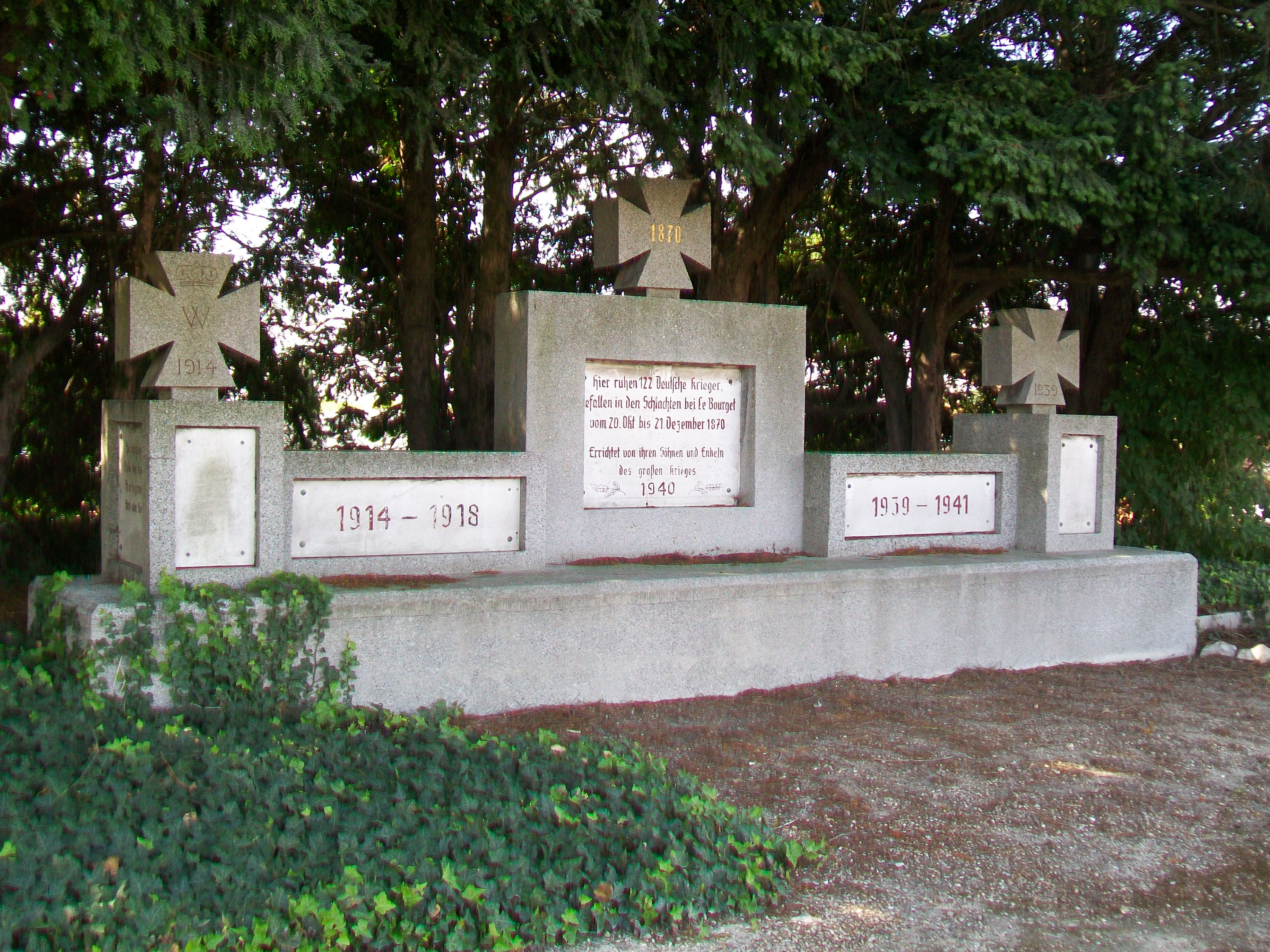
Monumento aos 122 soldados alemães que caíram durante a batalha de Le Bourget, em 1870.

- Uma antiga casa de um tabelião
- Uma antiga casa de fazenda com varanda
- O Hôtel-Dieu de 1839
- O monumento aos filhos de Gonesse mortos pela libertação da França
- Monumento a 122 soldados alemães caídos durante a batalha de Le Bourget

### Personalidades ligadas à comuna
- Filipe II dito Filipe Augusto, nascido a 21 de agosto de 1165, em Gonesse, morreu em Mantes-la-Jolie, em 14 de julho de 1223.
- Patrick Hernandez, compositor
- Johnny Placide, jogador de futebol profissional